# Эффект Яна — Теллера
Эффе́кт Я́на — Те́ллера — совокупность эффектов, связанных с взаимодействием орбитальных состояний электронов и искажений поля кристаллической решётки. 
Получил название по именам Г. Яна и Э. Теллера, сформулировавших в 1937 году теорему, согласно которой любая нелинейная конфигурация атомов, содержащая вырожденные состояния электронов, неустойчива по отношению к понижающим её симметрию деформациям. Вырождение электронных состояний может быть связано с наличием высокой симметрии в молекуле или кристаллической решётке, а искажение её поля — с колебательными движениями атомных ядер или искажениями самой решётки. Взаимодействие электронных состояний с искажениями приводит к снятию вырождения и понижению симметрии.
Различают статический и динамический эффекты Яна — Теллера. О первом говорят, если взаимодействие между электронами и колебаниями ядер приводит к образованию локальных деформаций и изменению симметрии кристалла, а о втором — если образуются так называемые вибронные состояния (специфические связанные колебания ядер и электронов).